# Otfried von Weißenburg

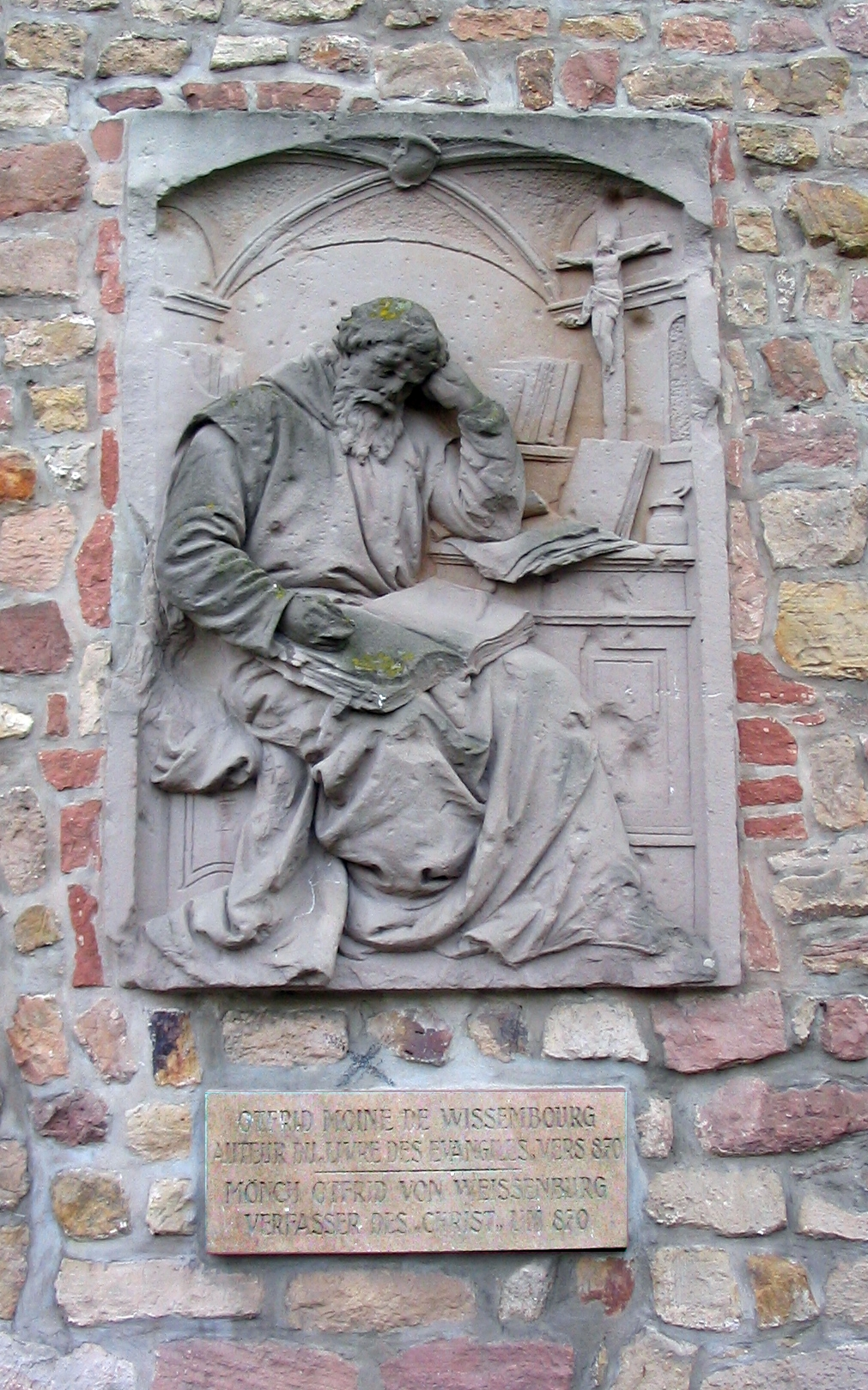
Tablica upamiętniająca Otfrida w Wissembourgu

Otfried von Weißenburg (ur. ok. 800, zm. po 870) – pierwszy znany z nazwiska pisarz posługujący się językiem staro-wysoko-niemieckim.
Otfrid był ważną osobistością w królestwie wschodniofrankijskim Ludwika II Niemieckiego (833/840/843-876). Był mnichem i uczonym. Już we wczesnych latach został przekazany do klasztoru w Weißenburg in Bayern. Uczył się w opactwie w Fuldzie u wielkiego frankijskiego uczonego i opata Fuldy Hrabana Maura (822-841/842).
Od ok. roku 847 działał w Weißenburg in Bayern jako skryba, bibliotekarz, egzegeta i nauczyciel gramatyki. Otfried jest autorem staro-wysoko-niemieckiej epopei biblijnej „Liber evangeliorum“, która została napisana w dialekcie południowo-reńsko-frankijskim.

## Opracowania
- Ulrich Ernst, Artikel Otfrid von Weißenburg, in: Lexikon des Mittelalters Bd. 6, Sp.1557ff